# APG

## - Група истраживача филогеније скривеносеменица
је скраћеница од  синтагме (енгл. Angiosperm Phylogeny Group), којом се означава група аутора која је 1998. и 2003. године синтетски обрадила дотадашња знања у области филогеније скривеносеменица и објавила их у виду посебне класификационе схеме. Класификација APG (односно, APG II) је резултат многобројних морфолошких али у првом реду молекуларних систематичких истраживања, и до сад је најприближнија идеалу класификације/систематике која одражава филогенију.
У APG систему не постоје све стандардне таксономске категорије — дефинисање таксона се задржава на нивоима реда и фамилије. Све више категорије нису обухваћене системом, док постоје неформалне групе које обухватају поједине групе редова. Називи ових група су често информативни и изведени из ранијих назива поткласа.
Скривеносеменице по мишљењу APG чине монофилетску групу, у чијој основи (бази, корену филогенетског стабла) се налазе углавном тропске фамилије Amborellaceae, Nymphaeaceae, Austrobaileyaceae, Trimeniaceae и Schisandraceae. Преостале групе скривеносеменица су примитивне (тј. стара група, са примитивним карактеристикама)- „Magnoliids" и фамилије Chloranthaceae и Ceratophyllaceae; као и напредније (изведеније) - монокотиледоне биљке и дикотиледоне биљке.

## Класификационе шеме
Група APG је објавила три класификационе схеме скривеносеменица:
- (1998)
- (2003)
- (2009)